# اسپرینگ (تگزاس)
اسپرینگ، تگزاس (به انگلیسی: Spring, Texas) شهری در ایالت تگزاس از ایالات جنوبی ایالات متحده آمریکا است. در سرشماری سال ۲۰۰۰، جمعیت این شهر ۳۶۳۸۵ نفر اعلام شد.